# Corycium vestitum
Corycium vestitum är en orkidéart som beskrevs av Olof Swartz. Corycium vestitum ingår i släktet Corycium, och familjen orkidéer. Inga underarter finns listade i Catalogue of Life.